# 저마오 사건
저마오 사건은 중국어 위키백과의 익명의 편집자인 저마오(중국어: 折毛; 병음: Zhémáo)가 2012년부터 2022년까지 중세 러시아의 역사의 위조된 측면에 대한 200개 이상의 상호 연결된 위키백과 문서를 작성한 사건이다. 연구와 판타지를 결합한 문서는 실체를 가상으로 꾸며낸 것이었다. 저마오는 기계 번역을 사용하여 러시아어 원문을 이해하고 번역의 공백을 메우기 위해 정교한 세부 정보를 고안했다. 이것은 위키백과 최대의 사기 사건 중 하나이다.
저마오는 2010년부터 중국의 역사 주제에 대해 이 관행을 시작했지만 2012년에는 러시아 역사, 특히 중세 슬라브 국가의 정치 부문으로 전환했다. 저마오의 가짜 문서 중 상당수는 초기에 조작했던 부분을 개선시키기 위해 만들어졌다. 저마오는 러시아 역사학자라는 인물을 사칭하고, 가장된 지원을 위해 다중 계정을 사용하고, 모호한 출처가 문서 내용과 일치한다는 공동체의 선의를 이용하여 10년 넘게 탐지를 피했다.
중국의 소설가 이판은 처음에 카신 은광에 대한 이야기에 흥미를 느꼈지만 출처가 주장을 확인하지 못했다는 사실을 발견하고 2022년 6월에 가짜 문서 웹을 설명하는 블로그 게시물을 만들었다. 저마오는 같은 달에 사과문을 올렸고 자신이 고급 학위도 없고 영어나 러시아어도 유창하지 않다고 밝혔다. 저마오는 자신이 다중 계정을 사용하는 이유가 외로움과 다른 사회적 관계의 부재 때문이라고 생각했다. 자원 편집자들은 저마오의 계정을 차단하고 가짜 문서를 신속하게 삭제했지만 정리 작업은 한 달이 넘어서도 계속됐다.

## 사후
위키백과의 자원봉사자들은 300개가 넘는 문서에 대한 저마오의 편집 내용을 검토했다. 일부는 사실과 허구를 구분하기 위해 주제별 전문가에게 문의했다. 저마오의 문서 대부분은 이판의 즈푸 게시물과 같은 달에 삭제되었다. 저마오의 여러 계정은 무기한 차단되었다. 자원봉사자들은 한 달이 지나서도 계속해서 저마오의 편집 내용을 검토했다.